# Oberbaldingen

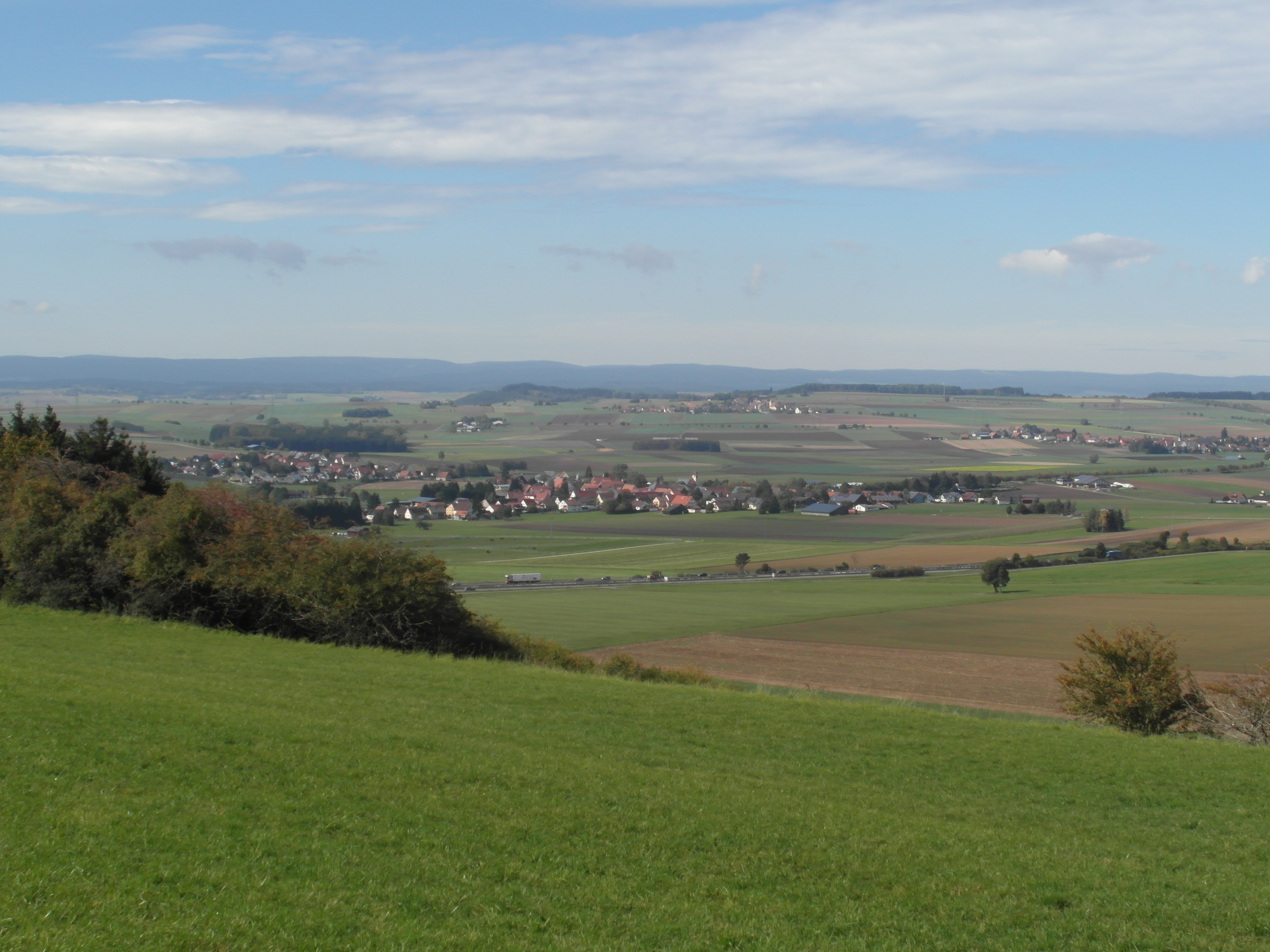
Fernblick über Oberbaldingen

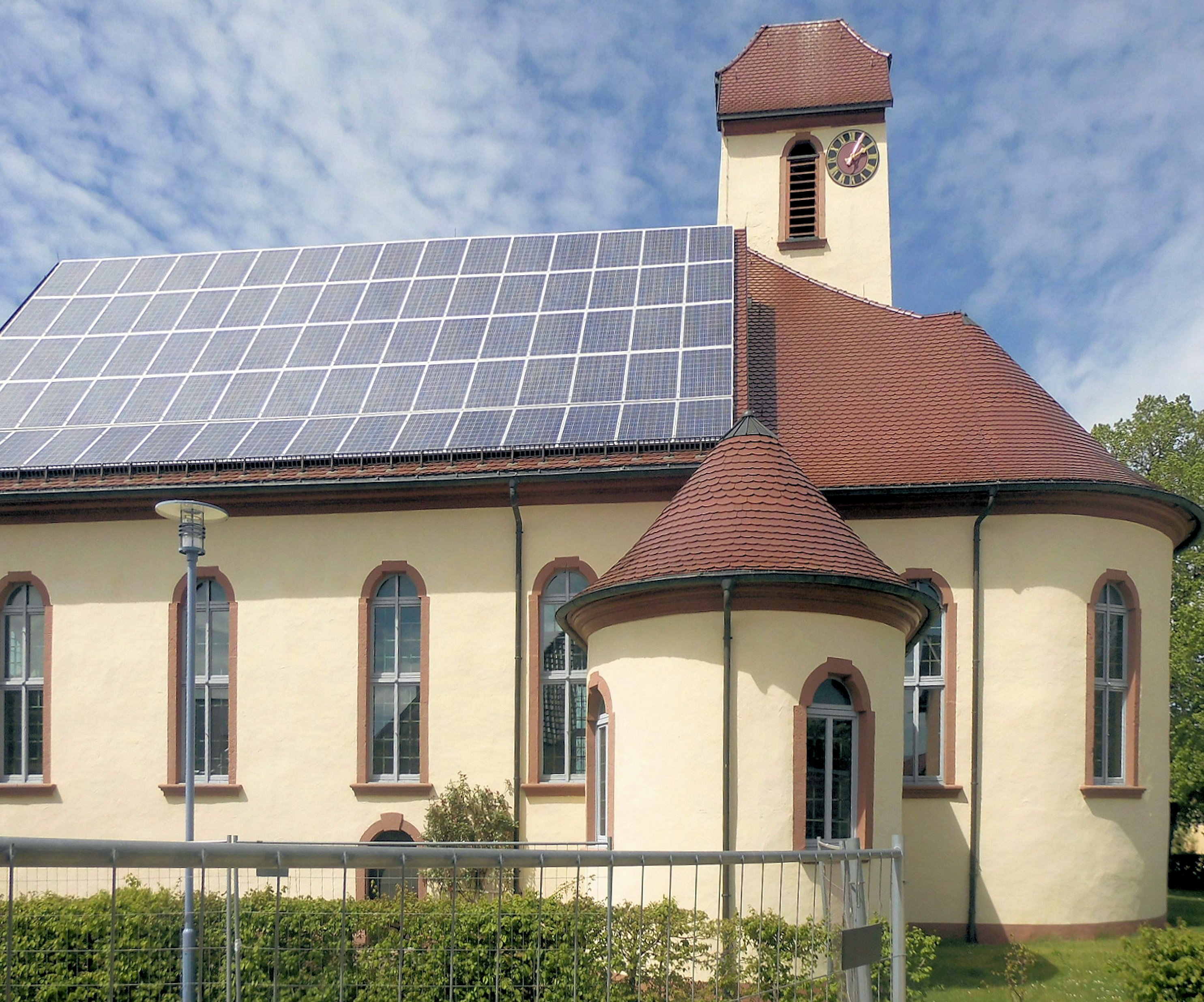
Evangelische Kirche Oberbaldingen

Die früher selbstständige Gemeinde Oberbaldingen ist heute ein Stadtteil der Stadt Bad Dürrheim im Schwarzwald-Baar-Kreis in Baden-Württemberg (Deutschland).

## Geographische Lage
Oberbaldingen liegt am östlichen Ende der Hochebene der Baar zwischen dem südlichen Schwarzwald und der Schwäbischen Alb.

## Geschichte
Wie alle Ostbaarstadtteile ist auch Oberbaldingen eine Gründung aus der Alemannenzeit. In einer Schenkung an das Kloster St. Gallen vom 21. Oktober 769 wird Oberbaldingen erstmals urkundlich erwähnt. Bis ins 14. Jahrhundert bildete Oberbaldingen zusammen mit Unterbaldingen eine Gemeinde. 1302 tauchten die ersten Urkunden auf, die die Teilung des Dorfes in ein oberes und ein unteres Baldingen erkennen lassen. 1321 kam Unterbaldingen zum Haus Fürstenberg und blieb damit nach der Reformation katholisch. An Sehenswürdigkeiten ragt die evangelische Kirche Oberbaldingens heraus, die in vorreformatorischer Zeit dem Schutzpatron St. Martin geweiht war. Selbst eine Burg beherbergte einst das Dorf. Darauf lassen erhaltene Fundamente schließen.
Am 1. September 1971 wurde Oberbaldingen nach Bad Dürrheim eingemeindet. Gleichzeitig wechselte Oberbaldingen vom Landkreis Donaueschingen in den Landkreis Villingen, aus dem später der neue Schwarzwald-Baar-Kreis entstand.

## Politik

### Wappen
| Wappen von Oberbaldingen | Blasonierung: „Unter goldenem Schildhaupt, worin eine liegende schwarze Hirschstange, in Blau zwei abgewendete silberne Karpfen“ |
| Wappen von Oberbaldingen | |

### Ortsvorsteher
Der Ortsvorsteher von Oberbaldingen ist seit 2021 Pascal Wölfle (CDU). Er löste Karlheinz Ullrich ab (ebenfalls CDU), der dieses Amt seit 2009 innehatte, als er erstmals mit einer Mehrheit des Ortschaftsrates gewählt wurde.